# 시라타카촌 (아이치현)
시라타카촌(白鷹村)은 일본 아이치현 가이토군에 설치되었던 촌이다. 현재의 아마시·기요스시의 일부에 해당한다.